# الحزب الشيوعي الفنلندي (1994)
الحزب الشيوعي الفنلندي (بالفنلندية: Uusi Suomen Kommunistinen Puolue)‏ أو الحزب الشيوعي الفنلندي الجديد هو حزب سياسي في فنلندا. تأسس في منتصف الثمانينيات باسم الحزب الشيوعي الفنلندي (الوحدة) من قبل المعارضة السابقة للحزب الشيوعي الفنلندي القديم (1918-1992). لم يُمثل الحزب الشيوعي الفنلندي الجديد مطلقًا في البرلمان الفنلندي، ولكن كان للحزب مستشارين محليين في بعض البلديات، بما في ذلك مجالس المدن في المدن الكبرى مثل هلسنكي وتامبيري. يضم الحزب الشيوعي الفنلندي الجديد 2500 عضو.
سُجِل الحزب رسميًا منذ عام 1997. في ثمانينيات القرن العشرين، عندما طُردت المعارضة والمنظمات التي كانت يسيطر عليها الحزب الشيوعي الفنلندي الجديد بقيادة أرفو آلتو، اختار الحزب الشيوعي الفنلندي، مع ذلك، عدم التسجيل لأنهم اعتبروا أنفسهم شيوعيين حقيقيين وادعوا أن آلتو سرق الحزب بشكل غير قانوني. وقضت المحاكم في وقت لاحق بأن جميع عمليات الطرد غير قانونية.[بحاجة لمصدر]

## خلفية تاريخية

### المعارضة داخل الحزب الشيوعي
بدأ الصراع الداخلي للشيوعيين الفنلنديين في منتصف الستينيات، عندما بدأ الحزب بقيادة الرئيس الجديد آرني سارينن، في تحديث خط/ منظور الحزب. لم تقبل أقلية من كادر الحزب هذا واتهموا قيادة الحزب الشيوعي الفنلندي بأنهم مُحرّفون. لم ينفصل الحزب الشيوعي الفنلندي في الستينيات وكان الحزب موحدًا رسميًا حتى منتصف الثمانينيات. بعد المؤتمر العشرين للحزب عام 1984، تغيرت الأمور مع انتخاب أرفو آلتو رئيسًا، وبعد ذلك لم تشارك المعارضة (أو استُبعدت) من اللجنة المركزية لحزب الشيوعي الفنلندي. أطلقت المعارضة، التي كانت تُعرف أيضًا باسم التايسوتيين، على أنصار آلتو لقب «محازبو الفأس».

### تأسيس الحزب الشيوعي الفنلندي الجديد
طردت اللجنة المركزية للحزب الشيوعي الفنلندي 8 منظمات محلية معارضة من الحزب في 13 أكتوبر 1985. كما طُرد 494 منظمة أساسية أخرى و17 منظمة إقليمية أو مدنية في 13 يونيو 1986، والتي أطلق عليها حينها اسم الجمعة السوداء. اعتبرت المعارضة أن هذه الإجراءات مخالفةً للقانون. رفعت المعارضة النزاع إلى المحاكم وبسبب بعض الأمور التقنية البسيطة، نقضت محكمة هلسنجين هوفيويكوس قرار الحزب الشيوعي الفنلندي في 11 يونيو 1987. ثم أعاد الحزب الشيوعي الفنلندي طرد هذه المنظمات نفسها في مؤتمرها الحادي والعشرين للحزب (12-14 يونيو 1987). ومع ذلك، قبل أسبوع من حدوث ذلك، عقد حزب الحزب الشيوعي الفنلندي الجديد (الوحدة) الذي تأسس حديثًا مؤتمره «الحادي والعشرين» للحزب. أعطى الغموض في عملية الطرد وإيمان المعارضة الراسخ بقضيتها المبرر الذي تحتاجه واعتبروا الحزب الشيوعي الفنلندي الجديد هو الحزب الشيوعي الفنلندي الحقيقي. وزعموا أن آلتو استولى على الحزب بشكل غير قانوني مع أعضاء كاذبين. لم يُنقل الحزب الشيوعي الفنلندي الجديد أبدًا إلى سجل الحزب الرسمي في فنلندا إذ اعتبر الحزب أن الاستقالة الطوعية وقبول الحزب الشيوعي الفنلندي الجديد لن يكون من أعضاء الحزب الشيوعي الفنلندي الحقيقيين.
في 26 أبريل 1986 انعقد اجتماع ممثلي منظمات الحزب الشيوعي الفنلندي في تامبيري وانتخب الحاضرون لجنة مركزية جديدة. كان زعيم اللجنة المركزية الجديدة تايستو سينيسالو، النائب السابق لرئيس الحزب الشيوعي الفنلندي والشخصية الأكثر شهرة في المعارضة، والذي سبق أن ترأس لجنة منظمات الحزب الشيوعي الفنلندي التي تأسست في نوفمبر 1985. في المؤتمر الحادي والعشرين للحزب الشيوعي الفنلندي الجديد، أعيد انتخاب سينيسالو. أصبح يريو هاكانين وماريا ليسا ليوتريارفي نائبين للرئيس بينما انتُخب رئيس الحزب الشيوعي الفنلندي السابق يوكو كايانويا سكرتيرًا للحزب. في خطابه في الكونجرس، قال سينيسالو إن لاحقة «الوحدة» تعني النية القوية لتجميع كل قوى الحزب الشيوعي الفنلندي. كان المؤتمر، مع ذلك، يتجه إلى المستقبل وبناء حزب جديد، أو «إعادة البناء» كما اعتقدوا. قبل اعتماد اسم الحزب الشيوعي الفنلندي الجديد، كان الحزب يُعرف في وسائل الإعلام باسم الوحدة أو مجموعة تيدونانتايا.

## وصلات خارجية
- الموقع الرسمي
 باللغة الفنلندية